# 唐木清志
唐木 清志（からき きよし、1967年（昭和42年） - ）は、日本の教育学者。筑波大学教授。専門は社会科教育学。

## 略歴
群馬県生まれ。群馬県立沼田高等学校を経て、1990年3月、新潟大学教育学部小学校教員養成課程を卒業。1995年3月、筑波大学大学院博士課程教育学研究科を単位取得退学。2007年12月、博士（教育学）（筑波大学）。
1995年4月より静岡大学教育学部助手。1996年4月に同講師、1999年4月に同助教授。2003年12月に筑波大学に移り教育学系講師。2004年4月に同大学大学院人間総合科学研究科講師。2007年10月に同准教授。2011年10月より同大学人間系准教授。2017年6月より同教授。
日本教育学会、日本社会科教育学会、全国社会科教育学会などに所属している。

## 著書
単編著
- 『子どもの社会参加と社会科教育－日本型サービス・ラーニングの構想－』東洋館出版社、2008。
- 『アメリカ公民教育におけるサービス・ラーニング』東信堂、2010。
- （：編）『「公民的資質」とは何か－社会科の過去・現在・未来を探る－』東洋館出版社、2016。

共編著・共監修
- （江口勇治・井田仁康・伊藤純郎：共編、谷川彰英：監修）『市民教育への改革』東京書籍、2010。
- （西村公孝・藤原孝章）『社会参画と社会科教育の創造』学文社、2010。
- （藤井聡：共編、交通エコロジー・モビリティ財団：監修）『モビリティ・マネジメント教育』東洋館出版社、2011。
- （岡田康孝・杉浦真理・川中大輔：共監修、J-CEF：編）『シティズンシップ教育で創る学校の未来』東洋館出版社、2015。
- （藤井聡：共編）『防災まちづくり・くにづくり学習』悠光堂、2015。